# 漳湾镇
漳湾镇，是中华人民共和国福建省宁德市蕉城区下辖的一个乡镇级行政单位。

## 行政区划
漳湾镇下辖以下地区：
漳江社区、贝头村、仓西村、拱屿村、官沪村、官井村、海英村、横屿村、后湾村、兰田村、雷东村、马山村、门下村、南埕村、鸟屿村、上塘村、汤湾村、王坑村、溪口村、下凡村、下塘村、又加塘村、增坂村、漳湾村、郑岐村和鳌江村。